# Alianza Nacional de los Independientes
La Alianza Nacional de los Independientes (ANI) fue un partido político chileno de carácter regionalista existente entre 1993 y 2006. Tuvo por ámbito de acción fueron las regiones de la Araucanía, de Los Lagos, y de Aysén, todas de la zona sur de Chile. 

## Historia

### Antecedentes
Antes de su legalización en 2002 habían existido distintos intentos por reconocer legalmente la agrupación. El primero de ellos se remonta a 1993, cuando el 31 de agosto de ese año fue presentada la escritura de constitución de la Alianza Nacional Independiente, sin embargo el Servicio Electoral formuló reparos a dicha escritura y el proceso administrativo no continuó; no obstante, la agrupación presentó candidaturas independientes en las elecciones parlamentarias de 1993, como por ejemplo la de Jorge Blaessinger, quien presentaba el logotipo de la ANI en su propaganda.
El 24 de julio de 1995 se constituyó nuevamente, esta vez bajo el nombre de Alianza Nacional Independiente de Chile. Su directiva estaba compuesta por Alberto Rabí Sabal (presidente), Carlos Ernesto Muñoz Cuevas (vicepresidente), Aura Roxana Muñoz Alfaro (secretaria general) y Valeria del Carmen Arteaga Castillo (tesorera), y su sede estaba ubicada en Santa Filomena N° 10, Recoleta. El partido fue declarado en formación, sin embargo no logró reunir las firmas necesarias dentro de los plazos legales y el 2 de mayo de 1996 fue declarado disuelto por el Servicio Electoral.
En 1999 hubo dos nuevos intentos de constituir legalmente el partido: el 30 de julio fue ingresada una escritura de constitución al Servicio Electoral, sin embargo ésta fue archivada el 5 de agosto. Al mes siguiente, el 2 de septiembre se ingresó una nueva solicitud, tras lo cual fue declarado como «partido en formación» el 22 de octubre. En aquella ocasión la directiva estaba compuesta por Alberto Rabí Sabal (presidente), Ricardo Fernández Sanhueza (secretario general) y María Ester Díaz Cisterna (tesorera) y su sede estaba en Constitución 218, oficina 2, Providencia. El partido nuevamente no logró reunir las firmas necesarias dentro de los plazos legales y fue declarado disuelto por el Servicio Electoral el 24 de mayo de 2000.

### Legalización
Fue fundado el 5 de junio de 2001, y legalizado el 17 de mayo de 2002. Su directiva central estaba liderada, al momento de su inscripción, por Ricardo Fernández Sanhueza como presidente, María del Carmen García como secretaria general y por Gloria Fuentes como tesorera.
La ANI participó en las elecciones municipales de 2004 en el pacto Nueva Alternativa Independiente. En la elección para alcaldes logró 15 510 votos, equivalentes a un 0,25 % y de los quince candidatos que presentó, ninguno resultó elegido. En las elecciones para concejales obtuvo mejores resultados, pues 11 de sus 128 candidatos resultaron elegidos, con los 29 912 votos equivalentes a un 0,49 % de las preferencias.
En octubre de 2005, se unió con el Partido de Acción Regionalista (PAR), conformando el pacto electoral Fuerza Regional Independiente (FRI), con el cual participarían en las elecciones parlamentarias de diciembre de 2005.
El pacto electoral FRI logró 77 213 votos, equivalentes a 1,17 % de respaldo, y de los 23 candidatos que presentó solamente uno resultó elegido; Marta Isasi fue elegida diputada por el PAR en el Distrito N.º 2, correspondiente a la Provincia de Tarapacá. La ANI, de manera individual, consiguió 20 191 votos, equivalente a un 0,31 % del total de los sufragios, y ningún candidato electo.
Luego de estos resultados, en julio de 2006, la ANI y el PAR se unieron definitivamente dando paso al Partido Regionalista de los Independientes (PRI).

## Resultados electorales

### Elecciones parlamentarias
|  | 0,31 % |

|  | 0,27 % |

### Elecciones municipales
|  | 0,25 % |

|  | 0,49 % |